# KTNV-TV
KTNV-TV는 미국 네바다주 라스베이거스 소속의 지역방송으로, 미국 ABC 소속이다. 1956년에 개국했다. 채널은 2009년까지 아날로그 기준으로 13번이고, 디지털은 12번이다.

## 연혁
1956년 5월 4일 개국했다. 개국 당시에는 KSHO-TV였다. 그러나 1980년에 KTNV-TV로 변경되다가 1988년에 KTNV로 바뀌게 되었다. 그러나 2010년부터 다시 KTNV-TV로 변경된다.